# ラーシュ・ラーゲルベック
ラーシュ・ラーゲルベック（Lars Lagerbäck, 1948年7月16日 - ）は、スウェーデンの元サッカー選手、サッカー指導者である。

## 経歴
選手時代はアルビーFFやイモネスCKに在籍したが20代で現役を引退し指導者の道へと進んだ。スウェーデン国内の幾つかのクラブを指揮した後の1990年にスウェーデンサッカー協会のスタッフとなり21歳以下代表チームやB代表チームを指揮した。1998年8月、トミー・セデベリのアシスタントスタッフとして、スウェーデン代表のコーチに就任すると、2000年には共同監督に昇格した。ラーゲルバックとセデベリとの二頭体制において前者は戦術分析業務、後者は監督采配を担いUEFA EURO 2000と2002ワールドカップ日韓大会とUEFA EURO 2004で指揮を執った。UEFA EURO 2004終了後、セデベリはU-21スウェーデン代表を率いるために代表チームから離れ、ラーゲルベックは単独で代表を率いることとなった。
2006ワールドカップドイツ大会ではグループリーグ突破を果たしベスト16でドイツと対戦したが0-2で敗退。2年後のUEFA EURO 2008でも指揮を執った。2010 FIFAワールドカップ欧州予選でも引き続き指揮を執ったが、隣国のデンマークにホームとアウェーで敗れグループ3位に後退、「予選を突破できない場合は監督を辞任する」と発言したが2009年10月14日に行われた最終節の結果、予選敗退が決まり監督を辞任した。
2010年2月27日、ナイジェリア代表の監督に就任した。契約期間は2010ワールドカップ南アフリカ大会終了までの5ヶ月間。しかし6月に行われた本大会では低調な成績に終わり2敗1分けでグループ最下位に終わり、大会終了後に辞任した。
2012年にアイスランド代表監督に就任し、2016年に退任。

## 人物
- ウメオ大学で学び、経済学の学士を取得している。

## タイトル

### 監督時代
スウェーデン代表
- キングスカップ:2回（2001、2003）

ナイジェリア代表
- WAFUネイションズカップ:1回（2010）